# Condroblasto
I condroblasti (dal greco khóndros cartilagine + blastós germe) sono cellule deputate alla costruzione del tessuto cartilagineo. Possono avere origine dalle cellule mesenchimali presenti nei centri di formazione della cartilagine, o dalle cellule condrogeniche dello strato interno del pericondrio.
I condroblasti sono cellule basofile che hanno nel loro citoplasma tutti gli organuli necessari per la sintesi proteica. Al microscopio elettronico si evidenziano un ben sviluppato apparato del Golgi, un abbondante reticolo rugoso, numerosi mitocondri e varie vescicole di secrezione.
I condroblasti secernono matrice cartilaginea fino ad esserne completamente circondati, e a questo punto sono chiamati condrociti.